# Kammlach
Kammlach – miejscowość i gmina w Niemczech, w kraju związkowym Bawaria, w rejencji Szwabia, w regionie Donau-Iller, w powiecie Unterallgäu, wchodzi w skład wspólnoty administracyjnej Erkheim. Leży w Szwabii, około 5 km na zachód od Mindelheimu, przy autostradzie A96.

## Dzielnice
W skład gminy wchodzą następujące dzielnice:
Höllberg, Kammlach, Kirchstetten, Oberkammlach, Rufen, Unterkammlach i Wideregg.

## Demografia
| Rok  | Liczba mieszk. |
| ---- | -------------- |
| 1970 | 1 459          |
| 1987 | 1 483          |
| 2000 | 1 748          |

## Polityka
Wójtem gminy jest Josef Steidele (Wählergemeinschaft Unterkammlach), rada gminy składa się z 12 osób.
|      | Wählergemeinschaft Unterkammlach | Freie Wählergemeinschaft Oberkammlach | Razem |
| 2008 | 6                                | 6                                     | 12    |
| 2002 | 6                                | 6                                     | 12    |

## Oświata
W gminie znajduje się przedszkole oraz szkoła podstawowa (5 nauczycieli i 103 uczniów).